# Dobri Bozhilov
Dobri Bozhilov (en búlgaro: Добри Божилов; Kotel 13 de junio de 1884-1 de febrero de 1945) fue un político búlgaro, primer ministro de su país durante la Segunda Guerra Mundial.

## Orígenes
Nacido en Kotel, Bozhilov asistió a la Escuela Superior de Comercio de Svishtov antes de comenzar a trabajar como contable en el Banco Nacional Búlgaro, en la Agencia Bancaria Kyustendil en 1902. 
Bozhilov trabajó treinta y seis años para el Banco Nacional, en diversos cargos, siendo repetidas veces su gobernador (1922-1923, 1923-1924, 1931-1932, 1934-1935, 1935-1938, 1944). 
Asumió el cargo de ministro de Finanzas del gabinete Kioseivanov en noviembre de 1938, puesto que mantuvo cuando el gobierno pasó a manos de Bogdan Filov en 1940. Desempeñó el cargo con eficacia y se le tenía por escéptico de la victoria final alemana en la Segunda Guerra Mundial.

## El gobierno
Tras desempeñar el cargo de ministro de Finanzas en el gabinete de Bogdan Filov, pasó a sustituir a este al frente del Gobierno cuando, a la muerte del rey Boris (28 de agosto de 1943), Filov pasó a formar parte del Consejo de Regencia, necesario por la minoría de edad del nuevo monarca, Simeón. Filov lo escogió por creer que le permitiría seguir dominando el Gobierno. Alemania quedó satisfecha con el nuevo Consejo de Ministros, formado esencialmente por colaboradores de Filov, sin grandes personalidades, pero claramente filogermano. La mayoría de ministros eran tecnócratas capaces sin carrera política.
Durante el otoño de 1943 y el invierno de 1943-1944, su Gobierno llevó a cabo enérgicas medidas contra los partisanos. Aliado fiel de los nazis, Bozhilov se negó sin embargo a deportar a la población judía. Bozhilov era favorable a romper la liga con Alemania en la primera mitad de 1944, pero el negociador que envió junto con Filov a tratar con los Aliados fracasó en su misión: estos no podían proteger a Bulgaria de posibles represalias alemanas y los mandatarios no estaban dispuestos a rendirse incondicionalmente como se les exigía. Bozhilov fue además incapaz de resolver los principales problemas nacionales del momento: los bombardeos enemigos, la inflación, la desunió política y la amenaza de invasión.
Su gobierno dimitió el 21 de mayo de 1944 y dio paso a un gabinete mucho menos comprometido con el Eje.

## Final
Volvió como gobernador al Banco Nacional hasta el 14 de agosto, cuando fue destituido por el nuevo primer ministro, como gesto de ruptura con los anteriores gabinetes proalemanes. En septiembre de 1944, la Unión Soviética declaró la guerra a Bulgaria y la invadió; los comunistas búlgaros aprovecharon la circunstancia para derrocar al primer ministro Konstantin Muraviev y de sustituirlo por el procomunista Kimon Georgiev. Fue detenido durante el nuevo gobierno del prosoviético tras el golpe de Estado del 9 de septiembre, junto con muchas otras destacadas figuras políticas (regentes, primeros ministros, ministros, diputados y consejeros reales). Juzgado por un tribunal popular que fundó el gobierno del Frente Patriótico, fue condenado a muerte por crímenes de guerra y otros delitos cometidos como ministro de Finanzas y ejecutado en febrero de 1945.